# Oemotståndliga kraftens paradox
Oemotståndliga kraftens paradox är en klassisk paradox som lyder följande:
Vad händer när en oemotståndlig kraft möter ett oflyttbart objekt?
Vanliga svar på paradoxen är att ta till logik och semantik. Det bör noteras att "oemotståndlig" här används i bemärkelsen "omöjlig att stoppa" och inte i bemärkelsen "omöjlig att inte ta till sig".
- Logik: om det finns något sådant som en oemotståndlig kraft så kan det inte finnas något oflyttbart objekt och vice versa. Det är logiskt omöjligt för båda dessa två entiteter att existera i samma universum.
- Semantik: om det finns något sådant som en oemotståndlig kraft, då är begreppet "oflyttbart objekt" meningslöst i det sammanhanget och vice versa, och frågan är liktydig med att exempelvis fråga efter en fyrsidig triangel.

Paradoxen är en variant av allsmäktighetsparadoxen, men den paradoxen diskuteras oftast i sammanhanget Guds allsmäktighet ("Kan Gud skapa en sten så tung att han själv inte kan lyfta den?")